# Walied Abdulla
Walied Abdulla (* 1945 im Irak) ist ein irakisch-deutscher Mediziner.

## Leben
Abdulla absolvierte sein Abitur 1963 in Basra. Danach erlernte er die deutsche Sprache am Goethe-Institut in Passau und Murnau und studierte von 1964 bis 1971 an der Johannes-Gutenberg-Universität in Mainz Humanmedizin. Dort wurde Abdulla 1973 am Institut für Pathologie der Universität mit der Dissertation „Mikroangiografische Untersuchungen nach akutem Myokardinfarkt an menschlichen Herzmuskeln: Ergebnisübersicht und Beitrag zur Methodik“ promoviert.
Es schloss sich eine Tätigkeit als wissenschaftlicher Mitarbeiter an der Klinik für Anästhesiologie (Rudolf Frey) der Universität Mainz an, Hauptforschungsgebiet war die Anästhesie bei Hochrisikopatienten mit Hormon- und Stoffwechseluntersuchungen. Die Venia legendi für das Fach Anästhesiologie legte er an der Universität Mainz 1979 ab, danach war er als Privatdozent und Oberarzt auf der neurochirurgischen Intensivstation und in der HNO-Augenklinik der Universität Mainz bis 1982 beschäftigt.
Er war Associate Professor, Abteilung Anästhesiologie an der University of Texas in Dallas, Southwestern Medical Center mit Einsatz im Parkland Memorial Hospital zur Supervision der in Ausbildung befindlichen Assistenzärzte (American Board), Mitglied der American Society of Anesthesiologists (ASA) 1983, Dallas, U.S.A war er von 1982 bis 1984. Anschließend wirkte er als Professor and Chairman, Abteilung Anästhesiologie der Universität Basra. Ausbau der Higher Studies zum Master of Science in Anästhesiologie und Intensivmedizin von 1985 bis 1991. Außerdem war er medizinischer Leiter des Rettungsdienstes während des ersten und zweiten Golfkriegs im Irak. Als Anästhesist war er von 1991 bis 1992 Konsiliararzt an der Kopfklinik, Fachbereich Anästhesie (Eike Martin) der medizinischen Fakultät der Ruprecht-Karls-Universität in Heidelberg. 1993 war er außerplanmäßiger Professor für Anästhesiologie an der Universität Mainz.
Von 1992 bis 2010 war er Chefarzt an der Klinik für Anästhesiologie und Intensivmedizin des Klinikums Bernburg (Akademisches Lehrkrankenhaus der Martin-Luther-Universität Halle-Wittenberg). Eine volle Weiterbildungsbefugnis für Anästhesiologie, Notfall- und Rettungsmedizin, Spezielle Anästhesiologische Intensivmedizin und Spezielle Schmerztherapie durch die Ärztekammer Sachsen-Anhalt Magdeburg besaß Abdulla von 1992 bis 2010.
Als Kreisverbandsarzt und stellvertretender Vorsitzender des DRK-Kreisverband Bernburg war er von 1992 bis 2003 tätig. Landesarzt im DRK-Landesverband Sachsen-Anhalt ist er seit 2009. Dem DRK-Landespräsidium und Landesaufsichtsrat DRK-ASB gehört er seit 2009 an.
Des Weiteren ist Abdulla seit vielen Jahren als freiberuflicher Notarzt tätig.
2019 wurde er mit dem  Bundesverdienstkreuz ausgezeichnet.
Abdulla ist verheiratet.

## Veröffentlichungen
Abdulla veröffentlichte zehn Bücher, die teilweise mehrfach aufgelegt wurden und 86 Publikationen in Erstautorschaft. Er hielt 160 Vorträge an regionalen und überregionalen Veranstaltungen wirkte an Fernsehbeiträgen mit und an Gutachten für Fachzeitschriften.